# Smilovice (district de Mladá Boleslav)
Pour les articles homonymes, voir Smilovice.
Smilovice (en allemand : Smilowitz) est une commune du district de Mladá Boleslav, dans la région de Bohême-Centrale, en République tchèque. Sa population s'élevait à 712 habitants en 2020.

## Géographie
Smilovice se trouve à 13 km au sud-sud-est de Mladá Boleslav et à 46 km au nord-est de Prague.
La commune est limitée par Luštěnice et Kosořice au nord, par Charvatce, Chudíř et Loučeň à l'est et au sud, par Vlkava au sud et par Čachovice à l'ouest.

## Histoire
La première mention écrite de la localité remonte à 1388.

## Administration
La commune se compose de cinq quartiers :
- Bratronice
- Rejšice
- Smilovice
- Újezd
- Újezdec